# Eulinognathus bolivianus
Eulinognathus bolivianus är en insektsart som beskrevs av Werneck 1952. Eulinognathus bolivianus ingår i släktet Eulinognathus och familjen ledlöss. Inga underarter finns listade i Catalogue of Life.